# Коломицька сільська рада
Коломи́цька сільська́ ра́да — адміністративно-територіальна одиниця та орган місцевого самоврядування у Драбівському районі Черкаської області. Адміністративний центр — село Коломиці.

## Загальні відомості
- Населення ради: 792 особи (станом на 2001 рік)

## Населені пункти
Сільській раді були підпорядковані населені пункти:
- с. Коломиці

## Склад ради
Рада складалася з 12 депутатів та голови.
- Голова ради: Гулий Сергій Іванович
- Секретар ради: Миколенко Ольга Іванівна

### Керівний склад попередніх скликань
| Прізвище, ім'я, по батькові | Основні відомості                                                                       | Дата обрання | Дата звільнення |
| --------------------------- | --------------------------------------------------------------------------------------- | ------------ | --------------- |
| Гулий Сергій Іванович       | Сільський голова, 1965 року народження, освіта середня спеціальна, безпартійний         | 26.03.2006   | 31.10.2010      |
| Гулий Сергій Іванович       | Сільський голова, 1965 року народження, освіта середня спеціальна, член Партії регіонів | 31.10.2010   |                 |

Примітка: таблиця складена за даними сайту Верховної Ради України

### Депутати
За результатами місцевих виборів 2010 року депутатами ради стали:

#### За суб'єктами висування
| Суб'єкт висування | Кількість обраних депутатів | %   |
| ----------------- | --------------------------- | --- |
| Самовисування     | 12                          | 100 |

#### За округами
| № округу | Прізвище, ім'я, по батькові   | Дата визнання обраним | Освіта             | Партійна приналежність | Відомості про обраного депутата               |
| -------- | ----------------------------- | --------------------- | ------------------ | ---------------------- | --------------------------------------------- |
| 1        | Паляничка Світлана Миколаївна | 04.11.2010            | середня спеціальна | член Партії регіонів   | Коломицький ФП, завідувачка                   |
| 2        | Таран Олександр Володимирович | 04.11.2010            | середня            | позапартійний          | тимчасово не працює                           |
| 3        | Кухоль Любов Олексіївна       | 04.11.2010            | середня спеціальна | член Партії регіонів   | ТОВ"Продсільпром", обліковець                 |
| 4        | Осійчук Людмила Миколаївна    | 04.11.2010            | середня            | позапартійна           | ПП Бойсак В. М., продавець                    |
| 5        | Миколенко Ольга Іванівна      | 04.11.2010            | середня спеціальна | член Партії регіонів   | Коломицькасільська рада, секретар             |
| 6        | Петренко Ольга Іванівна       | 04.11.2010            | середня спеціальна | член Партії регіонів   | м. Київ, продавець                            |
| 7        | Костенко Надія Петрівна       | 04.11.2010            | середня спеціальна | член Партії регіонів   | тимчасово не працює                           |
| 8        | Река Лариса Анатоліївна       | 04.11.2010            | середня спеціальна | позапартійна           | Коломицькарадасільська, головний бухгалтер    |
| 9        | Незаветіна Олена Іванівна     | 04.11.2010            | середня спеціальна | позапартійна           | Кантакузівське відділеннязв'язку, завідувачка |
| 10       | Лимаренко Наталія Василівна   | 04.11.2010            | середня спеціальна | позапартійна           | Чумгацький ФП, завідувачка                    |
| 11       | Вихор Анатолій Іванович       | 04.11.2010            | середня спеціальна | член Партії регіонів   | м. Київ, охоронець                            |
| 12       | Петренко Людмила Григорівна   | 04.11.2010            | середня            | позапартійна           | тимчасово не працює                           |